# Planken (Mannheim)

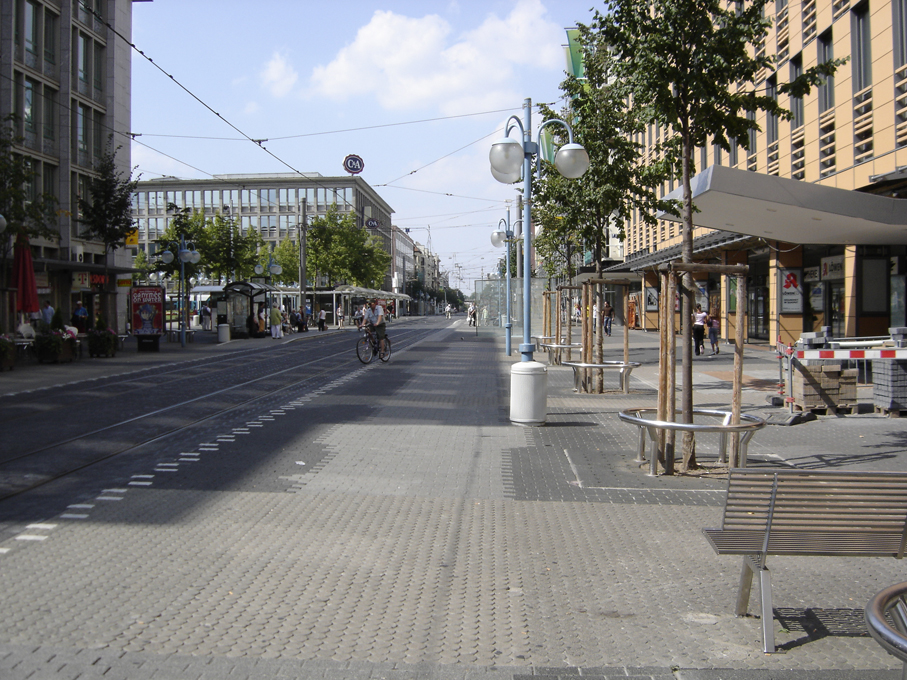
Planken mit Blick auf den Paradeplatz vor der Pflastersanierung, 2005

Die Planken sind die Haupteinkaufsstraße Mannheims. Sie bilden eine der beiden Hauptachsen der Mannheimer Innenstadt, den sogenannten Quadraten. Die Planken sind in der östlichen Hälfte einschließlich der zum Mannheimer Wasserturm weiterführenden „verlängerten Planken“ (offiziell Heidelberger Straße) als Fußgängerzone gestaltet. Sie ist die meistbesuchte Einkaufsstraße in der Metropolregion Rhein-Neckar und zählt zu den Top-Lagen deutscher Städte mit Einwohnerzahlen um 300.000. Um die Planken optisch aufzuwerten, wurden 2019 ein neues Pflaster verlegt, sowie neue Sitzgelegenheiten und Laternen installiert. Auch die Straßenbahnhaltestellen auf den Planken erhielten eine neue hochwertigere Optik.

## Verlauf

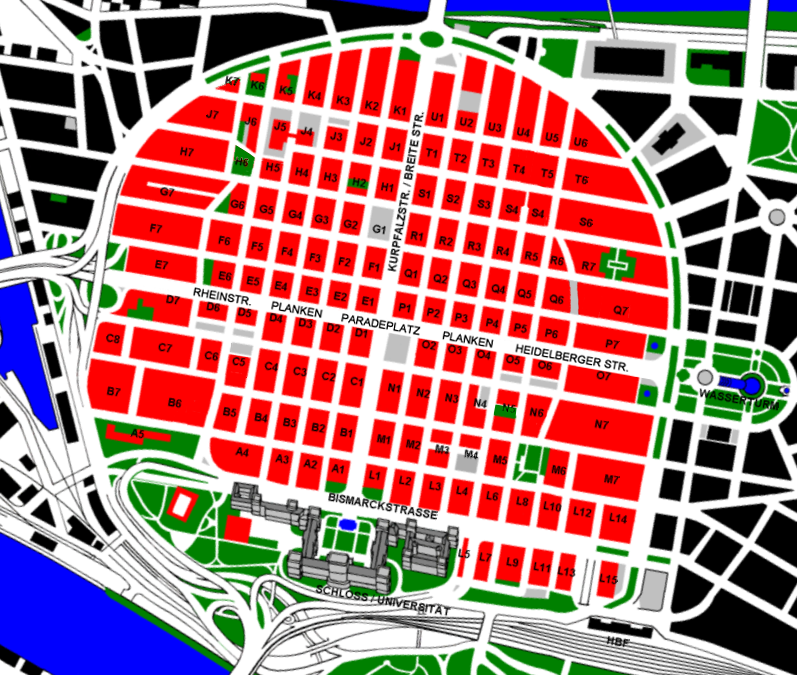
Mannheimer Innenstadt

Die Planken sind wesentlicher Teil der breit ausgebauten „Wasserturm-Achse“, die überwiegend als Einkaufsstraße die Mannheimer Innenstadt in Ost-West-Richtung durchzieht. Die hufeisenförmige Mannheimer Innenstadt besitzt ein rechtwinkliges Straßennetz. Zwei breiter ausgebaute Straßenzüge bilden die Hauptachsen der Innenstadt. Die Planken sind Teil der Ost-West-Achse, die am Wasserturm endet. Am zentralen Paradeplatz kreuzen sich die Planken mit der zweiten Hauptachse, der in Nord-Süd-Richtung verlaufenden Breiten Straße (offiziell Kurpfalzstraße). Im Osten wird die Wasserturm-Achse durch die Augustaanlage verlängert, im Westen führt sie zur Kurt-Schumacher-Brücke, die Mannheim mit Ludwigshafen am Rhein verbindet.
In der Mannheimer Innenstadt tauchen weder auf Straßenschildern noch in Adressen Straßennamen auf, sondern die rechteckigen Häuserblocks – die sogenannten Quadrate – werden durch eine Kombination von Buchstabe und Zahl benannt. Nur für die wichtigsten Straßen wie die Planken oder die Breite Straße haben sich Namen eingebürgert, die aber nicht verbindlich festgelegt sind. Eigentlich bezeichnet „Planken“ nur den mittleren Teil der Ost-West-Achse, im Osten bis zu den Quadraten O 4/P 4 und im Westen bis zu den Quadraten D 4/E 4. Daran schließt sich übergangslos im Osten die Heidelberger Straße und im Westen die Rheinstraße an. Im allgemeinen Sprachgebrauch bezeichnet „Planken“ aber meist die gesamte Ost-West-Achse, insbesondere die Fußgängerzone im östlichen Teil zwischen Paradeplatz und Wasserturm. Der westliche Teil wird bisweilen als „verlängerte Planken“ bezeichnet.

## Geschichte

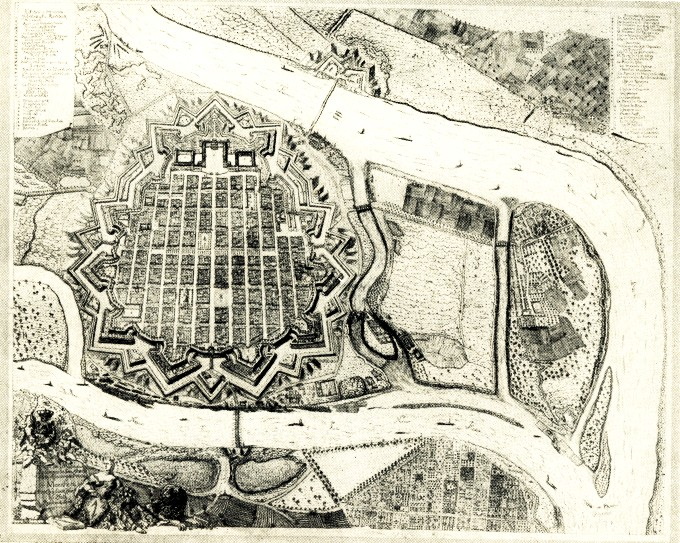
Die Planken, als horizontale Achse in der Mitte der Stadt erkennbar, 1758

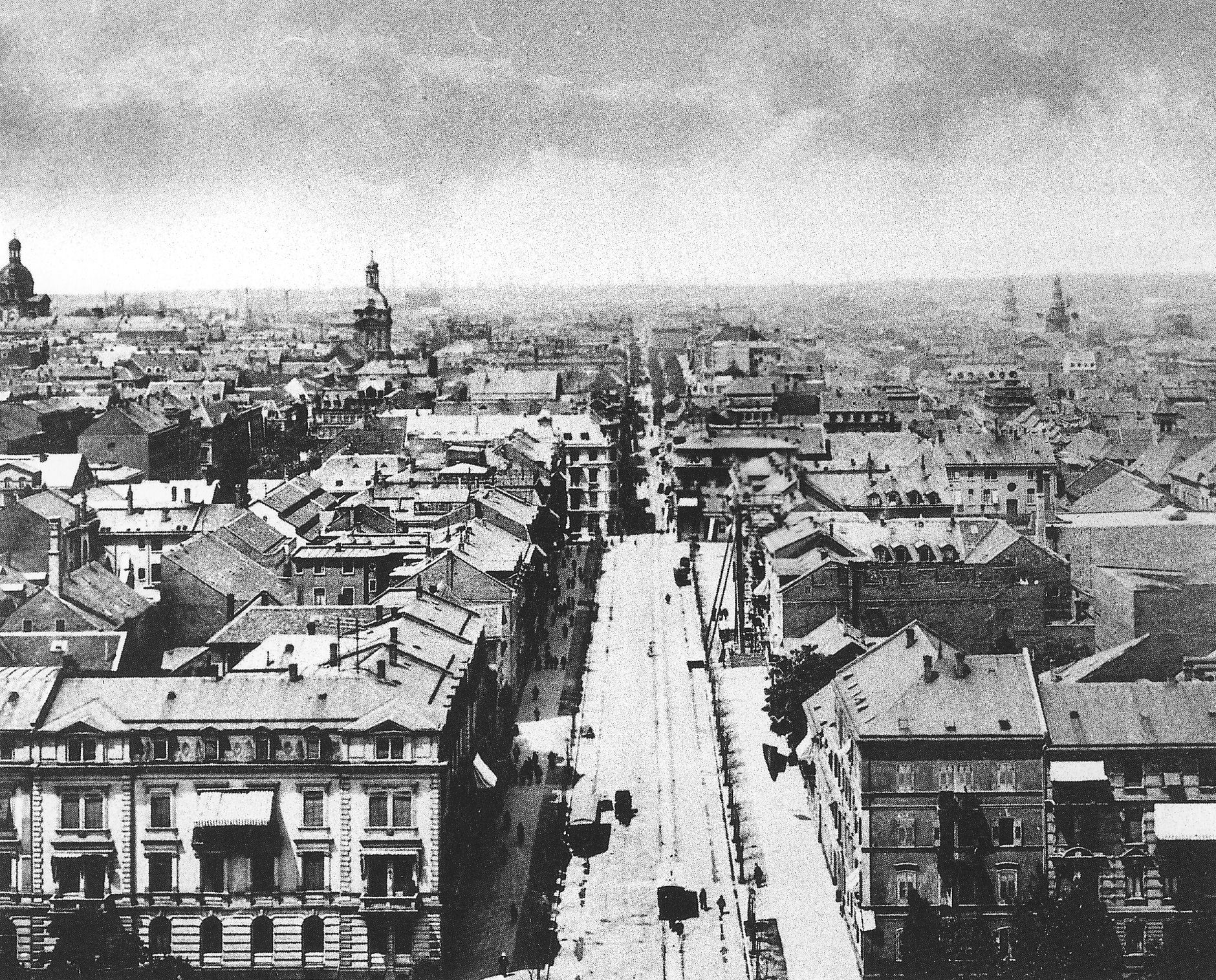
Vor dem Plankendurchbruch, hinten die engen Planken, 1895

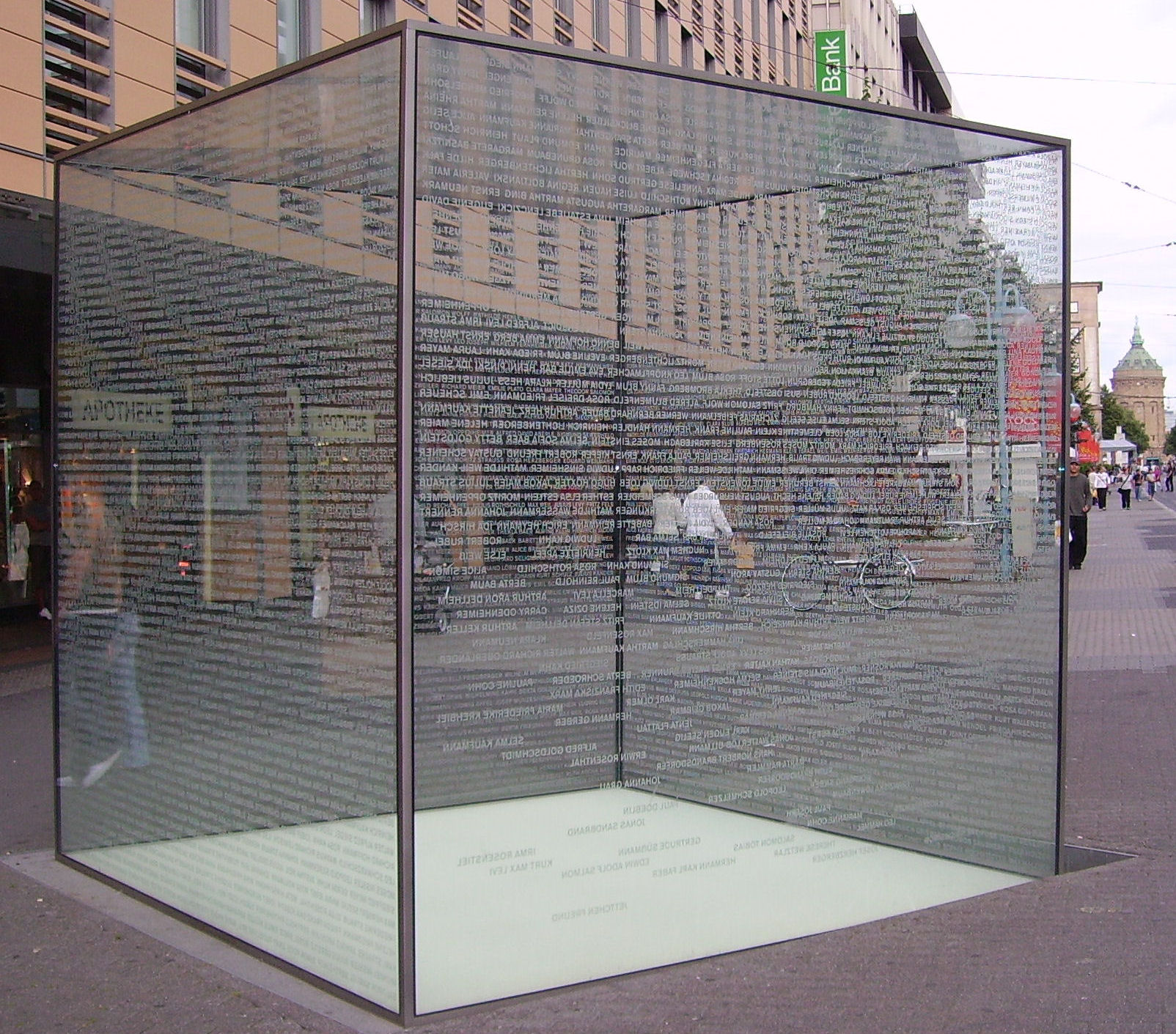
Glaskubus, der an die jüdischen Opfer des Nationalsozialismus erinnert

Die Planken zogen sich ursprünglich vom heutigen Paradeplatz bis zum Wall der ehemaligen Zitadelle Friedrichsburg hin, der die Stadt vom Schlossbezirk trennte und damit eine Festung in der Festung war. Der Name Planken stammt aus dem 17. Jahrhundert und bezeichnete die Palisaden vor dem Graben zwischen Zitadelle und Stadt. Sie wurden auf sandigem Boden angelegt und hießen deshalb auf dem Sand. Sie zogen sich in Ostwestrichtung von Stadttor zu Stadttor, vom Heidelberger Tor zum Rheintor. Die sogenannte Breite Straße, die heute offiziell Kurpfalzstraße heißt, führte hingegen vom Mannheimer Schloss zum dritten Stadttor, dem Neckartor im Norden.

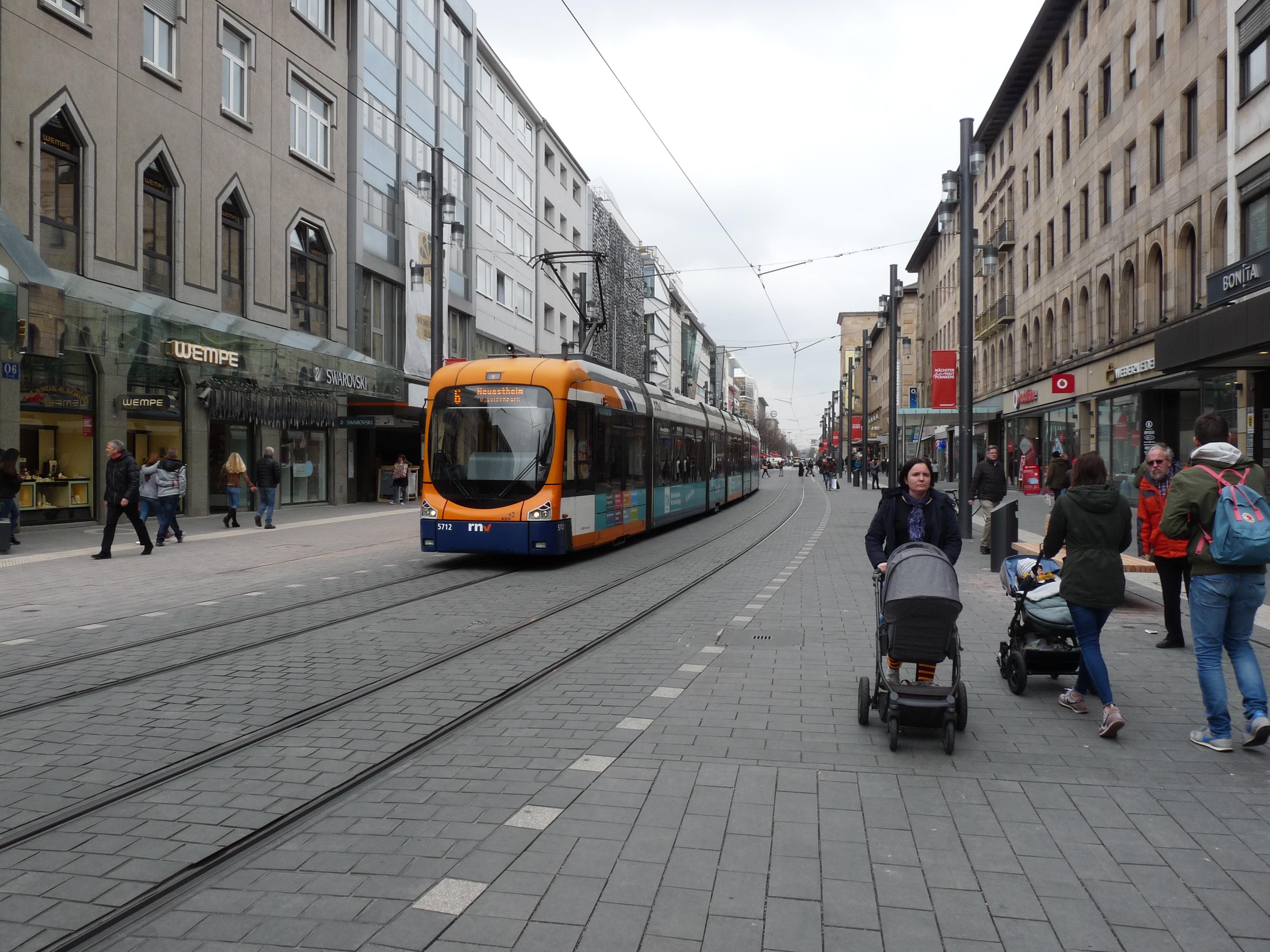
Planken mit saniertem Pflaster im April 2019

Nach dem Wiederaufbau der Stadt und dem Verzicht auf die Zitadelle bildeten die Planken die Grenze zwischen der Ober- und der Unterstadt. Sie wurden aufgewertet, als im 18. Jahrhundert eine Promenade unter Bäumen angelegt wurde. Bis ins 18. Jahrhundert hieß die Straße vor den Quadraten E 4 bis P 4 „Alarmgasse“, benannt nach dem früheren Alarmplatz, dem heutigen Paradeplatz. Im Verteidigungsfall mussten sich die Stadtverteidiger entlang der Planken auf dem Alarmplatz versammeln.
Eine Engstelle bildeten die ehemaligen engen Planken (Quadrate P 5 und P 6), die sich heute noch an der Lage der Straßenbahngleise erkennen lassen, die an dieser Stelle einen Schwenk machen. Die engen Planken hatten nur eine Breite von etwa 11 Metern, während der weitere Straßenverlauf eine Breite von ungefähr 27 Metern hatte. Erste Ideen zur Behebung der Engstelle, den sogenannten Plankendurchbruch, gab es bereits 1897. Sie wurden damals jedoch wieder verworfen. Der Durchbruch blieb jedoch weiter im Gespräch, u. a. bei Neubauplänen der Haas’schen Druckerei 1911 oder bei Planungen im Städtischen Hochbauamt 1922/23.
Erst zwischen 1934 und 1939 wurde der Plankendurchbruch auf Initiative der Stadtverwaltung dann tatsächlich durchgeführt, auch im Westen bei E 5 und E 6. Ausschlaggebend war letztlich die Idee, eine Magistrale vom Ende der Reichsautobahn durch Augustaanlage und Planken bis in den Handelshafen und von hier über eine zweite Rheinbrücke nach Ludwigshafen einzurichten. Hierzu wurden in P 5 und P 6 insgesamt 18 Häuser abgerissen und durch Neubauten ersetzt, um eine einheitliche Häuserfront zu erreichen. Zu den abgerissenen Gebäuden zählte auch die alte Mannheimer Münzstätte an der Ecke P 6, die zwar durch Dyckerhoff im 19. Jahrhundert repräsentativ umgebaut worden war, letztlich aber wegen zwischenzeitlich erfolgten baulichen Veränderungen wie alle anderen abgerissenen Gebäude als bauhistorisch unbedeutend eingestuft wurde.
Die neuen Planken-Bauten wurden mit Bauschmuck im Stil der Zeit versehen, der motivisch oftmals aus der Mannheimer Stadtgeschichte schöpfte. Nach einem Entwurf von Zenta Zizler entstand für das Balkongeländer des Kaffeehauses Kossenhaschen ein 22 Meter langer bronzener Jagdzug Kurfürst Theodors. Im Obergeschoss des Kaffeehauses schuf Erwin Spuler eine großformatige Wandkeramik, die Mannheim als Stadt der Künste, Wissenschaften und Erfindungen lobte. Der Glasmaler Erwin Drinneberg stattete mehrere Gebäude mit Glasfenstern mit allegorischen und geschichtlichen Motiven aus. Otto Hodapp und Otto Scheffels schufen Ansichten von Alt-Mannheim und vom Durlacher Hof.
Den neugestalteten Planken war keine lange Dauer vergönnt, die Bauten fielen wie ein Großteil der Mannheimer Innenstadt dem Bombardement im Zweiten Weltkrieg zum Opfer. Der Wiederaufbau nach dem Krieg folgt den historischen Quartieren.
Anlässlich der Bundesgartenschau wurden die Planken 1975 im östlichen Teil einschließlich der Heidelberger Straße in eine Fußgängerzone umgestaltet, durch die aber wie vorher die Straßenbahnen der RNV fahren.
An den Planken wurde 2003 als lokales Mahnmal für die jüdischen Opfer des Nationalsozialismus aus Mannheim ein Glaswürfel mitten im Fußweg vor dem Quadrat P 2 errichtet. Auf dem Glaskubus sind in Spiegelschrift die Namen der ermordeten Mannheimer Juden angebracht. Der Kubus selbst wurde schräg aufgestellt, so dass sich eine Achse auf den Mittelpunkt des Paradeplatzes bezieht.
Von März 2017 bis April 2019 fand eine umfassende Sanierung der Planken statt. Sie umfasste insbesondere neue Pflastersteine, hellere Straßenlaternen und barrierefreie Haltestellen für die Stadtbahnen.
Am Mittag des 3. März 2025 fuhr ein Mann mit einem Pkw vom Friedrichsring kommend in die Planken, auf denen und rund um den Wasserturm zu diesem Zeitpunkt ein Fasnachtsmarkt stattfand. Auf Höhe des Paradeplatzes fuhr er mehrere Passanten an- oder um; zwei Menschen wurden getötet und etliche teilweise schwer verletzt. Die Polizei nahm den ersten Medienberichten nach psychisch kranken Täter fest.

## Belege
1. ↑  Jones Lang LaSalle: Toplage Planken. 27. August 2010, abgerufen am 25. April 2014.
2. ↑  Sanierung der Mannheimer Planken. Abgerufen am 21. Februar 2020.
3. ↑  Vgl. die Einträge „Planken“, „Heidelberger Straße“ und „Rheinstraße“ im Straßennamenarchiv des Marchivums.
4. 1 2  MARCHIVUM: Mannheimer Straßennamen, Planken. Abgerufen am 17. September 2018.
5. ↑  Stadttafel Plankendurchbruch und Rathausneubau E 5
6. ↑  Jacob 1937, S. 20–24.
7. ↑  Die neuen Planken 2019 Website der Stadt Mannheim. Abgerufen am 7. Mai 2019.
8. ↑  Mannheim: Auto fährt in Menschenmenge – zwei Tote und Festnahme. 3. März 2025, abgerufen am 3. März 2025.
9. ↑  Mutmaßlicher Täter psychisch krank?: Volkmarsen, Trier, Berlin, Mannheim – eine traurige Serie. In: Der Tagesspiegel Online. ISSN 1865-2263 (tagesspiegel.de [abgerufen am 3. März 2025]).